# African Company of Merchants
La Compagnie africaine des marchands ((en) The African Company of Merchants) est une compagnie à charte britannique opérant de 1752 à 1821 dans la région de la Côte-de-l'Or du Ghana moderne, engagée dans la traite atlantique des esclaves.

## Arrière-plan
La société est créée par l'African Company Act (en) de 1750 et, en 1752, remplace la Royal African Company qui est créée en 1660. Contrairement à son prédécesseur, la Société Africaine des Marchands est une société réglementée et non une société par actions : la clause IV de la loi de 1750 sur les sociétés africaines stipule : « qu'il ne sera pas légal pour la société, créée par la présente loi, de commercer à destination ou en provenance de Afrique en leur qualité de société ou conjointe, ou d'avoir des actions communes ou transférables, ou d'emprunter, ou de prendre, toute somme ou sommes d'argent, sur leur sceau commun ». 
Les actifs de la Royal African Company sont transférés à la nouvelle société et se composent principalement de neuf postes de traite ou comptoirs : Fort William, Fort James, Fort Sekondi, Fort Winneba, Fort Apollonia, Fort Tantumquery, Fort Metal Cross, Fort Komenda et Fort Carolsburg, dont le dernier est le centre administratif. Cette zone côtière est dominée par les Fantis.

## Comité Africain
La société est gérée par le Comité Africain, qui est composé de neuf membres provenant de Londres, Liverpool et Bristol. La constitution stipule que le comité doit être élu chaque année parmi le corps général des commerçants de ces villes, qui paient 40 shillings pour être admis dans la société. Selon la constitution, ces membres du comité ne peuvent occuper le poste que pendant trois ans. Cependant, en 1772, une série de brochures sont publiées affirmant que les membres du Comité n'agissent pas correctement.
L'entreprise est financée par une subvention annuelle approuvée par le Parlement, qui couvre les coûts du bureau de Londres et des forts. Le comité doit rendre compte à l'Échiquier, à l'Amirauté et, à partir de 1782, au Secrétaire de Guerre (en). John Shoolbred (en) (1740–1802), oncle d'un autre John Shoolbred (en) connu pour son plaidoyer en faveur de la vaccination, est secrétaire du comité pendant plusieurs années.
Le gouvernement impérial interdit la traite des esclaves africains après 1807, bien que l'entreprise continue à fonctionner pendant quelques années par la suite. Conformément à l'éthique de la réforme libérale, l'autorité administrative sur le territoire de la Compagnie africaine est transférée au gouverneur Charles MacCarthy de la Sierra Leone, la Sierra Leone étant fondée en tant que colonie de refuge pour les peuples libérés autrefois réduits en esclavage. Le gouverneur McCarthy est ensuite tué lors de la première guerre anglo-ashanti. En 1817, la compagnie signe un traité d'amitié reconnaissant les revendications de souveraineté des Asante sur de vastes zones de la côte, y compris les zones revendiquées par les Fante. Cependant, après qu'il soit devenu de notoriété publique que l'entreprise poursuive la traite des esclaves sur son territoire privé, le gouvernement britannique abolit l'entreprise en 1821. 